# Uelzener Versicherungen
Die Uelzener Versicherungen ist eine deutsche Versicherungsgruppe mit Unternehmenssitz in Uelzen.

## Geschichte der Gesellschaft
Gegründet wurde die Gesellschaft 1873 als „Viehversicherungsbank für die Provinz Hannover“ und bereits 1903 als „Uelzener Versicherungsbank“ zum Geschäftsbetrieb im gesamten Deutschen Reich zugelassen.  Mit dem Ende des Ersten Weltkrieges verlor die Gesellschaft rund 50 % ihrer Mitglieder durch die Kriegsfolgen. 1969 erfolgte die Geschäftsaufnahme der Allgemeinen Haftpflicht- und Unfallversicherung und 1977 der Umzug in das neue Direktionsgebäude. 1984 wurde die Tierkrankenversicherung in Deutschland eingeführt und 1986 der Betrieb der verbundenen Hausratversicherung aufgenommen.  1990 erfolgte die Gründung der Uelzener Lebensversicherungs-AG. 2001 kamen die Rechtsschutz-Versicherung und Gründung der Uelzener Rechtsschutz-Schadenservice GmbH hinzu. 2005 wurde das Direktionsgebäude durch einen Neubau erheblich erweitert.
Zum 1. Januar 2013 hat die HanseMerkur Lebensversicherung AG sämtliche Anteile an der Uelzener Lebensversicherungs AG übernommen. Der Bestand wurde in der Folge übertragen und die Uelzener Lebensversicherung als leere Hülle 2015 an die Frankfurter Leben veräußert, wo sie nach Umbenennung in Frankfurter Lebensversicherung nach erfolgte Genehmigung durch die BaFin den Bestand der deutschen Niederlassung der Basler Leben AG aufnahm.

## Versicherungsgebiet und -angebot
Versicherungsgebiet für den Konzern und seine Produkte ist die Bundesrepublik Deutschland. Die Uelzener verstehen sich als Spezialversicherer für die Kundensegmente:
- Private Haushalte mit Hunden und Katzen
- Private Haushalte mit Pferden
- Landwirte mit Tierhaltung

Das Angebot umfasst bei der Uelzener Allgemeine Versicherungs-Gesellschaft auf Gegenseitigkeit die Haftpflicht-, Unfall-, Hausrat, Rechtsschutz-, Tierlebens- und Tierkrankenversicherungen.

## Unternehmen

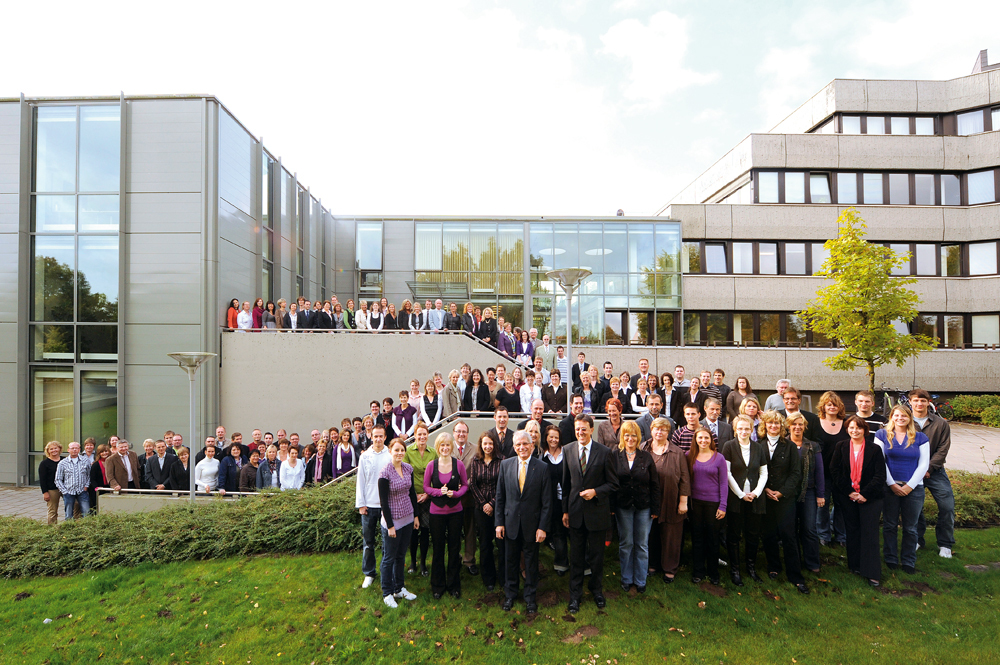
Mitarbeiter vor dem Direktionsgebäude (2011)

Insgesamt beschäftigt der Konzern im Innendienst rund 200 Mitarbeiter. Im Außendienst arbeitet er mit 6.000 Mehrfachagenturen und Maklern zusammen. Die Uelzener Versicherungen bestehen aus folgenden Unternehmen:
- der Uelzener Allgemeinen Versicherungs-Gesellschaft a. G.
- der Uelzener Rechtsschutz-Schadenservice GmbH
- der RiMa Risk-Management GmbH